# Pavel Trojan (hudebník)
Pavel Trojan (* 14. srpna 1956 Domažlice) je český hudební skladatel a pedagog. V letech 2004–2018 působil jako ředitel Pražské konzervatoře, kdy jej v této funkci vystřídal varhaník Petr Čech.

## Život
Narodil se 14. srpna 1956 v Domažlicích. V letech 1977–1982 studoval na Pražské konzervatoři skladbu pod vedením Ilji Hurníka. V letech 1982–1989 následovalo studium na pražské Hudební akademii múzických umění ve třídě Jiřího Pauera. Od roku 1986 působí na Pražské konzervatoři nejprve jako pedagog hudebně teoretických předmětů, od roku 1991 vyučuje skladbu. Od roku 1992 zastával místo zástupce ředitele, od prosince 2004 do července 2018 působil ve funkci ředitele Pražské konzervatoře. Na místo ředitele nastoupil v srpnu 2018 MgA. Petr Čech.

## Dílo
Trojanovy skladby vyšly na řadě CD, mnoho jeho děl je natočeno v Českém rozhlase. Součástí Trojanovy kompoziční činnosti je také scénická a filmová hudba (např. k filmu Nepočestná režiséra Jiřího Krejčíka). Je též autorem publikace Vybrané příklady z harmonie (2003). Je předsedou jury Mezinárodní skladatelské soutěže Antonína Dvořáka v Praze, je členem Společnosti českých skladatelů, sdružení pro soudobou hudbu Přítomnost (2000–03 a 2005-06 předsedou) a skladatelských sdružení Collegia 2001 a Harmonie.

### Orchestrální
- Koncert pro klavír a orchestr (1989), ČHF, 26’
- Koncert pro housle a orchestr (1990, ERP, 20’
- Pocta trentské katedrále (Omaggio al duomo di Trento) (2001), ERP, 8’
- Amadeus. Fantasie na motivy W.A. Mozarta pro akordeonový orchestr (2001), ERP, 7’
- Evropská suita pro akordeonový orchestr (2002) ERP, 9’
- Evropská suita pro orchestr dřevěných dechových nástrojů (2003) ERP, 9’
- Koncert pro bicí nástroje a smyčcový orchestr (2005), ERP, 13’
- Sinfonia giocosa (2006), ERP, 25’
- Capriccio pro klavír a orchestr (2006), ERP, 8’
- Variace na téma a počest Václava Trojana (2008), ERP, 9’
- Vzdálená krajina pro trubku a orchestr (2010), ERP, 4’
- Vánoční pastorela pro komorní orchestr (2010), ERP, 5’
- Koncert pro dvoje housle a smyčcový orchestr (2012), ERP, 18’

### Komorní

#### Pro sólový nástroj
- Introdukce a presto pro akordeon (1995), 7’ /povinná skladba akordeonové soutěže Hořovice 1996/
- Musica per organo (1992), 6’
- Kontrasty pro klavír (1995), ERP, 11’
- Miniatury(1999), ERP, 11’
- Astoriana. Variace na téma Astora Piazzolly pro akordeon (2000), ERP’
- Capricio pro akordeon (2000), ERP, 6’
- Sonatina pro akordeon (2003), ERP. 7’
- Sonatina pro klavír 2003), ERP. 7’
- Sólo pro lesní roh (2006), ERP, 6’ /povinná skladba soutěže Pražského jara 2007

#### Pro dva nástroje
- Sonáta pro housle a klavír (1984), 2. cena Generace 1984, 18
- Cantabile a Capricio pro housle klavír (2000), ERP, 11
- Cantabile a Presto pro housle a klavír (2004), ERP, 9
- Laguna. Fantazie pro klarinet a klavír (2008), ERP, 7
- Malá férie pro flétnu a kytaru (2009), ERP, 3
- Vzdálená krajina pro trubku a klavír (2010), ERP, 4
- Hry pro hoboj a klavír (2010), ERP, 12
- Vaudeville pro flétnu a klavír (2010), ERP, 12
- Duettino pro housle a violu (2010), ERP, 7’
- Poetické kusy pro lesní roh a klavír (2010) ERP, 9’

#### Pro tři a více nástrojů
- Klavírní trio č.1, 1996, 17’
- Klavírní trio č.2 (2010), 18’
- Tančící kvartet /smyčcový kvartet/, (2004), 22’
- Divertimento pro čtyři nástroje 2005, 8’ /klarinety, saxofony nebo hoboje/,
- Saxy music (čtyři saxofony), 2009, 8’
- Variace na téma a počest Václava Trojana. (vno, chyt, acc) (2008), ERP, 9
- Znělky pro tři trubky (2007), ERP, 6’
- Pozouneria pro čtyři pozouny (2007) ERP, 4’
- Baletní scény pro smyčcový kvartet a akordeon (2010), ERP, 16’
- Suita pro čtyři fagoty (1990), 8’
- Capriccio pro žestě a varhany (2001), 12’

### Vokální skladby
- Tři milostné písně (1983), 12’
- Un sentiero, koncertní árie na text M. Kronbergerové (2006), 6’
- Via mystica duplex, tři písně pro vyšší hlas, akordeon a violoncello na poezii J.S.Trojana (2012), 8’

### Sbory
- Střípky. Dětské (dívčí) sbory na texty J. Žáčka (1999), ERP, 12’

### Vokálně instrumentální
- Missa solemnis pro sóla, smíšený sbor, orchestr a varhany(1999), ERP, 45’
- Missa brevis pro sóla, smíšený sbor a varhany (2009), ERP, 17’

### Opery
- Bylo nás pět (2002), ERP, 110’
- Pastýřská pohádka (2012), ERP, 60’

### Melodram
- Letní noc, melodram pro recitárora, vokál, smyčce a zvukový pás na text J. S. Trojana (2011), 9’

### Instruktivní tvorba
- Dny, sedm instruktivních skladeb pro akordeon (1995), 6’
- Drobnosti pro akordeon (2002), 12’
- Pro Andulku - lístek do památníku /klavír/, 2000, 1’